# Schranz
Schranz is de naam voor Europese/Duitse vorm van hard techno, een techno-stijl die ongeveer 140-150 bpm heeft en gebaseerd is op zware bassen, kicks, percussie en lopende synthgeluiden. De muziekstijl kan in sommige gevallen een lager aantal bpm hebben. De term "schranz" is in 1994 ontstaan, toen Chris Liebing het woord gebruikte als een soort van techno. Sommigen veronderstellen dat de benaming ontstaan is uit de combinatie van twee Duitse woorden: schreien (roepen) en tanzen (dansen).
Hoewel er wordt gezegd dat recentere (2001/2002) schranzmuziek is geëvolueerd in een nog snellere stijl, genaamd hard techno, spelend op zo'n 150 en meer bpm, wordt de term schranz tegenwoordig gebruikt voor alle snelle technomuziek, inclusief hard techno. Deze stijl wordt het meeste gebruikt en gemaakt door dj's/producers als DJ Rush, Miss Djax, Felix Kröcher en Djay Alias. Chris Liebing is niet verdergegaan in de hardtechnostijl en blijft zijn eigen stijl van rond de 130 bpm in zijn sets behouden.
De schranz van vandaag de dag heeft niets te maken met de oorsprong welke Chris Liebing geïntroduceerd heeft. Als men de tracks op de ep The real Schranz nader bestudeert, kan geconcludeerd worden dat de bpm op structurele basis gelijk zijn aan de "techno" van die tijd. Deze schranz paste precies in de reguliere producties in die periode. Schranz is techno met een rauwe insteek, geen snellere insteek. Andere producers, zoals Glenn Wilson, Adam Beyer, Lars Klein, Redhead en Marco Bailey, hielden vast aan deze hardere variant. Schranz werd populair door de verschuiving van het publiek van hardstyle naar hardtechno. De mening van Liebing over het gebruik van schranz en de benaming van de substijl werd duidelijk in de productie met de ep Call it what you want. Met deze productie gaf hij te kennen dat hij de discussie over "wat is schranz?" zat was. Hij had geen zin meer om deze rauwe techno in een bepaald hokje te stoppen. Dit is echter door andere dj's, evenementenorganisaties en het publiek tot stand gebracht.